# César Taborda
César Omar Taborda (Villa Constitución, 23 gennaio 1984) è un calciatore argentino, portiere della Juv. Unida (SL).